# Douglas Ete
Douglas Ete, né le 4 août 1964, est un syndicaliste et homme politique salomonais.

## Biographie
Après des études à l'université du Pacifique sud et à l'université Massey (en Nouvelle-Zélande), il travaille dans la haute administration de l'hôpital public à Honiara, et devient le président du Syndicat des Employés du Service public des Îles Salomon (Solomon Islands Public Employees Union),. 
Entrant au Parlement national comme député sans étiquette de Honiara-est aux élections législatives de 2010, il est nommé ministre du Service public dans le gouvernement de Danny Philip. En décembre 2010 il est transféré au poste de ministre de la Sylviculture, remplaçant Bodo Dettke qui a été discrédité par un conflit d'intérêts. En janvier 2011 il démissionne du gouvernement et se joint à l'opposition parlementaire menée par Steve Abana. De février 2012 à septembre 2014 il est le président de la commission parlementaire aux comptes publics, et appelle à ce que l'économie des Îles Salomon devienne moins dépendante de l'exportation de bois en diversifiant sa production dans le secteur primaire.
Conservant son siège de député aux élections législatives de 2014, il est nommé vice-Premier ministre et ministre de l'Intérieur par le nouveau Premier ministre Manasseh Sogavare. Il démissionne en octobre 2015 durant une période d'instabilité qui voit plusieurs défections au sein du gouvernement. Il redevient président de la commission parlementaire aux comptes publics en novembre 2017 et met en lumière le manque de transparence dans l'utilisation par le gouvernement des fonds publics, dont le Fonds national pour le développement et l'argent fourni par des pays amis tels que Taïwan pour l'aide au développement. En mars 2018 il appelle à la mise en place d'un salaire minimum suffisant pour que les travailleurs puissent épargner 20 % de leurs revenus. Réélu député aux élections législatives de 2019, il est reconduit à la présidence de la commission. À ce poste, en janvier 2023 il refuse d'approuver une augmentation de salaire pour les députés, faisant valoir que rien ne la justifie et que le gouvernement Sogavare vient de faire voter le budget le plus déficitaire de l'histoire du pays.